# Angelo Dolci

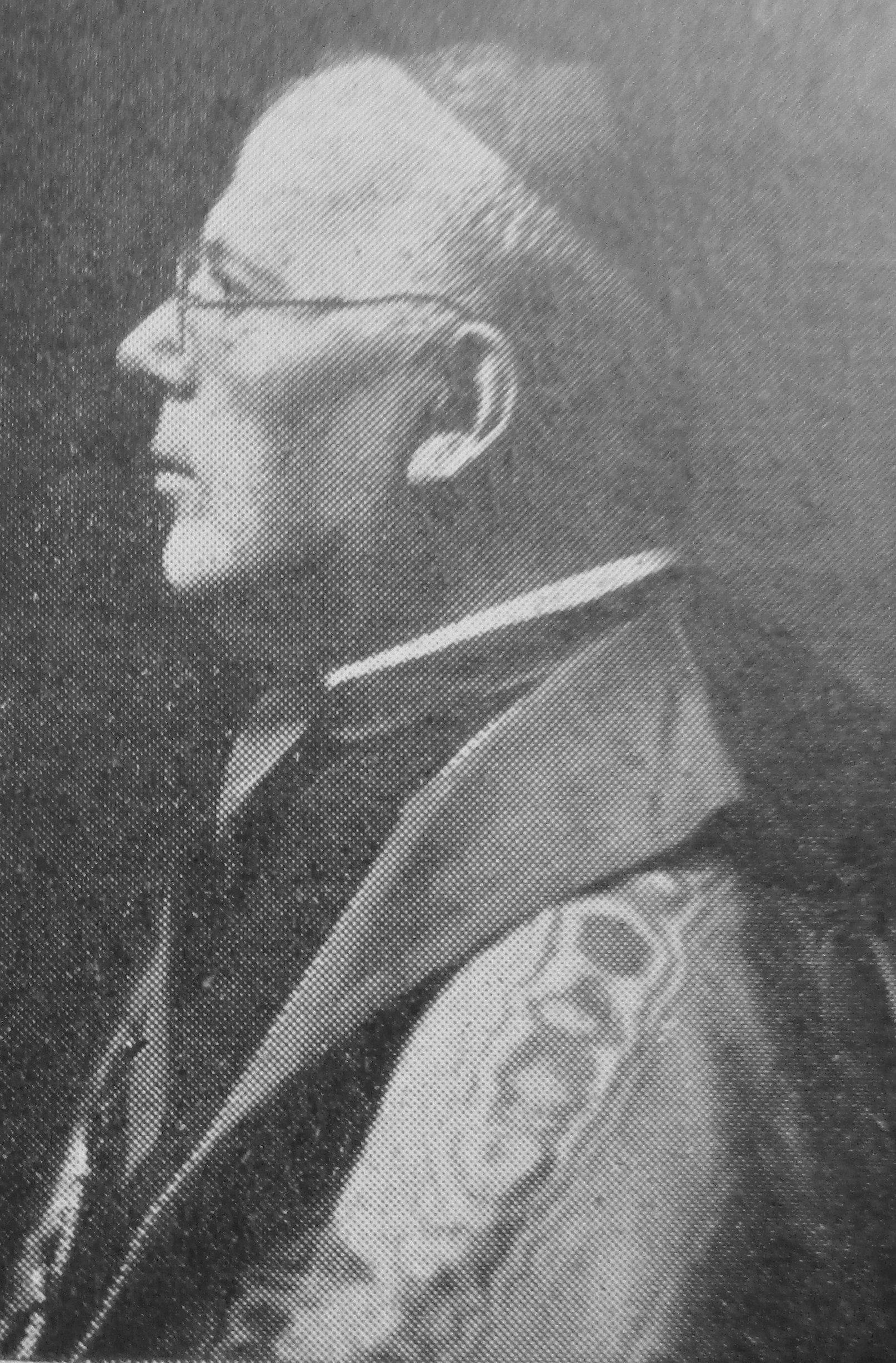
Angelo Maria Dolci als Kardinal

Kardinalswappen

Angelo Maria Dolci (* 12. Juli 1867 in Civitella d’Agliano, Italien; † 13. September 1939 in Rom) war ein italienischer Geistlicher. Er war Erzbischof von Amalfi und später Kurienkardinal der römisch-katholischen Kirche.

## Leben
Angelo Dolci erhielt seine theologische und philosophische Ausbildung an mehreren Hochschulen Roms und empfing im Jahre 1890 das Sakrament der Priesterweihe. Anschließend nahm er verschiedene Aufgaben als Gemeindepriester wahr, ehe er im Jahre 1900 zum Bischof von Gubbio ernannt wurde. Die Bischofsweihe empfing Dolci durch Kardinal Francesco Satolli; Mitkonsekratoren waren Antonio Valbonesi, Bischof von Sant’Angelo in Vado, sowie Kurienerzbischof Rafael Merry del Val. 1906 ernannte ihn Papst Pius X. zum Titularerzbischof von Nazianzus und zum Apostolischen Delegaten in Ecuador, Peru und Bolivien. 1910 wurde er nach Rom zurückberufen, 1911 erhielt er die Berufung zum Erzbischof von Amalfi. 1914 entsandte ihn der Papst als Apostolischen Delegaten nach Konstantinopel und ernannte ihn zum Titularerzbischof von Hierapolis in Syria. 1922 wurde Angelo Maria Dolci Apostolischer Nuntius in Belgien, ein Jahr darauf übernahm er die gleiche Aufgabe in Rumänien.
Papst Pius XI. nahm ihn am 13. März 1933 als Kardinalpriester mit der Titelkirche Santa Maria della Vittoria in das Kardinalskollegium auf. Am gleichen Tag trat er von seinem Amt als Nuntius in Rumänien zurück und wurde im selben Jahr zum Erzpriester der Patriarchalbasilika Santa Maria Maggiore ernannt. 1936 wurde er zum Kardinalbischof von Palestrina erhoben.
Angelo Dolci nahm am Konklave des Jahres 1939 teil, an dem Papst Pius XII. gewählt wurde. Er starb am 13. September 1939 in Rom und wurde in seinem Heimatort beigesetzt.